# Everything Black
Everything Black是美国电子音乐制作人Armond Arabshahi创作的一首歌曲，他的艺名是 Unlike Pluto，歌曲由费城的歌唱家Mike Taylor所演唱。 这首歌于2017年3月10日在加拿大唱片公司Monstercat发行，是Arabshashi在该公司的第五次发行的作品。

## 评价
美国娱乐杂志《公告牌》将Mike Taylor的演唱表现为与滚石乐队的Mick Jagger所相比。 Noiseporn将这首歌评价为 "这首歌正是如同我这样的现代且全黑穿着、常挤满俱乐部的千禧一代所需要的"。 EDM.com将Mike Taylor的演唱给了一个极高的评价。

## 销量
| 地區                     | 认证 | 认证单位/销量 |
| ------------------------ | ---- | ------------- |
| 加拿大（加拿大音乐协会） | 金   | 40,000‡       |
| ‡僅含認證的+實際銷量     |      |               |